# Shraga Felix Goldmann
Shraga Felix Goldmann (* 21. Dezember 1935 in Berlin; † 28. November 2017 in Ulm) war ein deutsch-israelischer Immunologe und Transfusionsmediziner.

## Leben und Wirken
Shraga Goldmann wurde als siebtes Kind einer jüdischen Familie 1935 in Berlin geboren. Seine Eltern flohen 1938 wegen der zunehmenden Verfolgung der Juden durch die Nationalsozialisten in Deutschland mit ihren Kindern nach Palästina und ließen sich in Haifa nieder. Er besuchte dort die Schule, leistete seinen Militärdienst und lebte zwei Jahre in einem Kibbuz. 1959 kehrte er zum Medizinstudium nach Deutschland zurück.
Nach dem Studium wandte sich Goldmann in Hamburg der Transfusionsmedizin und bei Fleming Kissmeyer-Nielsen im dänischen Aarhus der Immungenetik zu. Ab 1972 war er an der Universität Ulm tätig, wo er die immunologische Gewebetypisierung etablierte, die Voraussetzung für erfolgreiche Organtransplantationen. Er war außerplanmäßiger Professor an der Universität Ulm. Bis 2002 leitete er die Abteilung Transplantationsimmunologie in der Blutspendezentrale Ulm des DRK-Blutspendedienstes Baden-Württemberg-Hessen.
Goldmann war wesentlich an der Gründung und am Aufbau des 1992 ins Leben gerufenen Zentralen Knochenmarkspender-Registers in Ulm beteiligt. Er forschte über immunologische Reaktionen bei Bluttransfusionen und Methoden zu deren Vermeidung sowie an der Verfeinerung der HLA-Gewebetypisierung.
Von 1998 bis 2000 war er Präsident der Deutschen Gesellschaft für Immungenetik.
Shraga Goldmann starb am 28. November 2017 wenige Wochen vor Vollendung seines 82. Lebensjahres in einem katholischen Pflegeheim in Ulm und fand am 30. November seine letzte Ruhestätte im Bereich des Neuen jüdischen Friedhofs auf dem Ulmer Hauptfriedhof. Er hinterließ seine Ehefrau Sibylle und zwei erwachsene Töchter.

## Gedenken
Anlässlich seines Todes begann seine Tochter, die Journalistin Ayala Goldmann, sich intensiver mit der Familiengeschichte ihres Vaters zu beschäftigen und sie zu erforschen. Ihr Buch Schabbatkind. Geschichten meiner Familie, für das Josef Schuster, der Präsident des Zentralrats der Juden in Deutschland, das Vorwort schrieb, erschien im September 2021. Der Titel des Buches nimmt – analog zum Begriff „Sonntagskind“ – sprachlich Bezug auf den Geburtstag Shraga Goldmanns, der in seinem Geburtsjahr auf einen Schabbat fiel.